# Малишев Ігор Євгенович
Ігор Євгенович Малишев (6 липня 1959) — радянський та український футболіст, захисник, український тренер.

## Ігрова кар'єра
Вихованець ДЮСШ № 1 (Херсон, першим тренером був М. Стародубець. Дебютував у професійному футболі 1977 року за місцевий клуб «Кристал», якому присвятив більшу частину своєї ігрової та тренерської кар'єри. За кількістю проведених матчів обіймає 3-4 місце (спільно з Леонідом Салабудою).

Протягом 1978–1980 років виступав за дубль СКА Одеса, після чого повернувся в рідний клуб. Завершив професійну кар'єру в черкаському «Дніпрі», після чого виступав протягом 1994–1995 за аматорський клуб «Харчовик» з Білозерки.
Статистика гравця
| Сезон     | Клуб                 | Матчі | Голи |
| --------- | -------------------- | ----- | ---- |
| 1977      | Кристал (Херсон)     | 27    | 0    |
| 1978      | СКА Одеса-дубль      | ?     | ?    |
| 1979      | СКА Одеса-дубль      | ?     | ?    |
| 1980      | СКА Одеса-дубль      | ?     | ?    |
| 1982      | Кристал (Херсон)     | 43    | 1    |
| 1983      | Кристал (Херсон)     | 49    | 1    |
| 1984      | Кристал (Херсон)     | 33    | 1    |
| 1985      | Кристал (Херсон)     | 35    | 1    |
| 1986      | Кристал (Херсон)     | 32    | 0    |
| 1988      | Кристал (Херсон)     | 43    | 0    |
| 1989      | Дніпро (Черкаси)     | 41    | 0    |
| 1990      | Дніпро (Черкаси)     | 21    | 0    |
| 1994-1995 | Харчовик (Білозерка) | 3     | 0    |